# La finestra di fronte
La finestra di fronte is een Italiaanse dramafilm uit 2003, geregisseerd door Ferzan Özpetek. De hoofdrollen worden gespeeld door Giovanna Mezzogiorno als Giovanna, Massimo Girotti als Davide Veroli, Raoul Bova als Lorenzo en Filippo Nigro als Filippo. De soundtrack van de film werd gecomponeerd door Andrea Guerra en ingezongen door Giorgia.
De film werd genomineerd voor de Europese filmprijs in 2003. De film won de prijs voor beste regisseur op het filmfestival van Karlovy Vary in 2003. Bovendien ontving de film met name in Italië veel prijzen, voor beste film, beste acteur en beste actrice.
De film is opgedragen aan Massimo Girotti, die samen met Giovanna Mezzogiorno de hoofdrol vertolkte, nadat hij op 6 januari 2003, een maand voor de première van de film, kwam te overlijden.

## Plot
Giovanna (Giovanna Mezzogiorno) is een vrouw van achter in de twintig, die op jonge leeftijd is getrouwd met Filippo (Filippo Nigro). Samen met hun twee kleine kinderen wonen zij in een klein Romeins appartement. Giovanna is werkzaam als boekhoudster bij een kippenverwerkingsbedrijf, maar koestert een droom om ooit haar eigen banketbakkerij te kunnen openen. Haar man heeft een slecht betaalde deeltijdbaan en de relatie tussen de twee verloopt slecht.
Op een dag komen Giovanna en Filippo al wandelend door Rome een oude man tegen (Massimo Girotti), die zichtbaar gedesoriënteerd door de straten dwaalt en zijn geheugen is verloren. Ondanks protesten van Giovanna's zijde, neemt Filippo de man mee naar huis om hem 's nachts een slaapplaats te bieden en de dag erna met hem naar de politie te gaan om het mysterie op te lossen. Door omstandigheden wordt het verblijf van de man bij Filippo en Giovanna al gauw gerekt tot enkele dagen. De oude man, die uiteindelijk Davide Veroli blijkt te heten, beleeft intussen allerlei flashbacks, die zijn geheimzinnige verleden steeds verder prijsgeven. Door gedeelde passies groeien Giovanna en Davide steeds verder naar elkaar toe. Zijn gedrag leidt uiteindelijk tot een ontmoeting tussen Giovanna en een man die in het appartementencomplex tegenover het hare woont, Lorenzo (Raoul Bova), voor wie zij reeds lange tijd gevoelens van verliefdheid koesterde. Als Lorenzo wordt overgeplaatst voor zijn werk, moet Giovanna de keuze maken tussen het volgen van haar hart en haar verstand.